# Ammarfjället
Ammarfjället est un massif montagneux situé dans le comté de Västerbotten, en Laponie suédoise. Le massif est inclus dans la réserve naturelle de Vindelfjällen. Il culmine à 1 611 m d'altitude au Rerrogaise. Le massif est divisé en deux par la vallée de Skebleskalet/Marsivagge. La partie nord est la plus petite, bordée par la vallée de la rivière Vindelälven, tandis que la partie sud est plus massive et comprend les plus hauts sommets. L'intégralité du massif est constituée de micaschistes et d'amphibolites, avec quelques zones à serpentinite. La vallée de Skebleskalet contient quelques zones calcaires. Au sein de Marsivagge se situent des zones humides accueillant une avifaune très riche. C'est pour protéger cette avifaune que la zone est interdite d'accès entre le 15 mai et le 1er août. Le massif est aussi connu pour abriter une importante population de renard polaire, espèce en danger critique d'extinction dans les Alpes scandinaves.